# Ernő Andrássy
Dans le nom hongrois Andrássy Ernő, le nom de famille précède le prénom, mais cet article utilise l’ordre habituel en français Ernő Andrássy, où le prénom précède le nom.
Ernő Andrássy (né le 10 avril 1894 à Szalacs et mort le 1er mai 1968 à Valea lui Mihai, en hongrois Érmihályfalva) est un médecin hongrois de Transylvanie, ornithologue, archéologue, souvent présenté comme « le dernier polymathe de la région de l'Ér »,
dont il a beaucoup travaillé à faire découvrir les trésors naturels et culturels.

## Biographie
Le registre des baptêmes de l'église catholique de Sălacea (en hongrois Szalacs) indique : « En 1894 est né à Szalacs le fils du Dr Ernő Andrássy, médecin catholique romain, né en Transylvanie à  Marosportus, et de Terézia Kovács, née à Debrecen, de religion protestante. »
Le jeune Andrássy grandit dans une famille d'intellectuels. Deux ans après sa naissance, son grand-père, János Kovács, professeur à Debrecen, emménage chez eux et c'est lui qui va éveiller la curiosité et l'attention du jeune enfant pour la nature et les sciences. 
À dix ans, encouragé par son grand-père, il commence ses observations, ses collections, il prend des notes.
La flore et la faune extraordinaires de l'Ér, la rivière qui traverse la région, frappent son imagination. 
En 1912 il termine ses études secondaires à Szatmár.
Après des études de médecine à Budapest et à Munich, muni de son diplôme, il travaille à l'hôpital
militaire d'Érmihályfalva, en 1918, puis à l'Institut de formation des sages-femmes de Debrecen. En avril 1919, il revient dans sa région, reprend le cabinet de son père et est nommé médecin de district à Érmihályfalva. C'est là qu'il ouvre en 1926 son cabinet privé.
Il ne réussit pas à faire construire un hôpital dans sa ville, mais installe dans son propre logement quatre lits pour les accouchements.
En 1941, il crée la première maternité de la région.
Il prend aussi part à la vie politique. Entre 1920 et 1940, il est le président de la section locale du Parti national hongrois.
En tant que franciscain séculier président de la paroisse catholique, il est décoré de la médaille papale Pro Ecclesia et Pontifice. Il se bat contre les discriminations raciales et religieuses. 
Pendant la guerre, il lutte contre les maladies. Ses écrits manuscrits circulent, il y explique comment se soigner avec des plantes et des remèdes populaires.
Depuis son enfance il parcourt, avec la passion du naturaliste, les roselières et les marécages de l'Ér, à la recherche d’œufs d'oiseaux. Il crée une impressionnante collection et prend contact avec les instituts ornithologiques à l'étranger.
Son autre passion est l'archéologie. Il possède 4 500 fossiles et objets archéologiques exposés dans son propre musée. 
C'est aussi un mécène généreux : il finance des recherches conduites par un archéologue renommé, Márton Roska, dans la région d'Otomani, Sălacea et Valea lui Mihai (en hongrois Ottomány, Szalacs, (Ér)Mihályfalva).
C'est ainsi qu'on découvre un niveau de l'âge du bronze, inconnu jusqu'alors, qui, sur la proposition (en 1931) de l'archéologue Ion Nestor de Bucarest, est connu aujourd'hui encore par les scientifiques comme la « culture d'Ottomány (en) ».
À la demande de l'Académie, il rédige un répertoire de la recherche archéologique dans la région de l'Ér, qui n'a jamais été publié. La numismatique l'intéresse aussi. Sa collection comporte 6 000 pièces de monnaie anciennes. La bibliothèque familiale compte 4 260 volumes.
Son activité scientifique comprend aussi l'éducation de la population.
Dans la maison de la culture locale, il anime des conférences sur la santé, l'archéologie, la défense de la nature, la littérature.
Le 25 juillet 1958, il est arrêté avec 36 autres personnes en tant que membre du « groupe de Valea lui Mihai » créé en écho aux évènements de 1956 de Hongrie. Il est accusé de haute trahison envers la patrie, d'incitation à la création d'une Transylvanie indépendante et d'appel à la révolte. Il est condamné à la réclusion criminelle à perpétuité, avec pour conséquence la saisie de tous ses biens. Son logement est dévalisé, ses collections et ses livres sont transportés au musée d'Oradea. Ses notes sont éparpillées et sa machine à écrire saisie. Il reste emprisonné à Oradea, puis Pitești, Dej et Gherla dans des conditions inhumaines, jusqu'en avril 1964, lorsqu'il est subitement libéré.
Souffrant, en mauvaise santé, le docteur va travailler jusqu'à sa mort en tant qu'aide-médecin dans la maternité de Valea lui Mihai.

## Hommages
L'historien Zoltán Nánási a rendu hommage à l'ensemble de son œuvre dans un ouvrage publié en 2003.
Le parc central de Valea lui Mihai (Érmihályfalva) porte son nom. Le « Cercle de la connaissance du pays Dr Ernő Andrássy » a été créé en 2002. À l'automne 2008, le conseil municipal a décidé à l'unanimité de le nommer « premier citoyen d'honneur », et le 5 octobre, sur la place principale de la ville, a été inauguré le buste du médecin, réalisé par le sculpteur Gábor Mihály Nagy, lauréat du prix Mihály Munkácsy (hu).